# Catocalini
Catocalini là một tông bướm đêm trong họ Erebidae. Adults of many species in the tribe are called underwing moths due to their vividly colored hindwings that are often covered by contrastingly dark, drab forewings.

## Taxonomy
The tribe is most closely related to the Audeini tribe, also within the Erebinae.

## Các chi
- Archaeopilocornus Kühne, 2005
- Catocala
- Spiloloma
- Tachosa
- Ulotrichopus

## Các chi trước đây
- Artena
- Audea
- Crypsotidia
- Hypotacha
- Mecodina